# Kroksjön, Skellefteå kommun
Kroksjön är en sjö sydväst om Skellefteå i Skellefteå kommun i Västerbotten och ingår i Bureälvens huvudavrinningsområde. Sjön har en area på 0,79 kvadratkilometer och ligger 78,2 meter över havet. Sjön avvattnas av vattendraget Noret.
Det finns en såg ägd av Holmen och flera fritidshus runt sjön. Det finns även de som bor där permanent. I byn Kroksjön fanns även en gång Västerbottens största hönseri. 

## Övrigt
Kroksjöns bönhus ägs av bönhusföreningen där alla boende i byn är medlemmar. Bönhuset byggdes 1944. Altartavlan "Låten barnen komma till mig" är målad av Karl Bertil Stenmark. I bönhuset finns också en tavla med tio Guds bud.

## Delavrinningsområde
Kroksjön ingår i delavrinningsområde (718661-174237) som SMHI kallar för Ovan 718382-174469. Medelhöjden är 108 meter över havet och ytan är 9,02 kvadratkilometer. Det finns ett avrinningsområde uppströms, och räknas det in blir den ackumulerade arean 9,42 kvadratkilometer. Noret som avvattnar avrinningsområdet har biflödesordning 2, vilket innebär att vattnet flödar genom totalt 2 vattendrag innan det når havet efter 23 kilometer. Avrinningsområdet består mestadels av skog (72 procent). Avrinningsområdet har 0,78 kvadratkilometer vattenytor vilket ger det en sjöprocent på 8,7 procent.